# Yvonne Margarula
Yvonne Margarula est une écologiste aborigène australienne qui a remporté le prix international de l'environnement des Amis de la Terre en 1998 et le prix pour un avenir sans nucléaire en 1998. Elle a également remporté, avec Jacqui Katona (en), le prix Goldman pour l'environnement aux États-Unis en 1999 en reconnaissance des efforts déployés pour protéger leur pays et leur culture contre l’exploitation minière de l'uranium.

## Manifestations

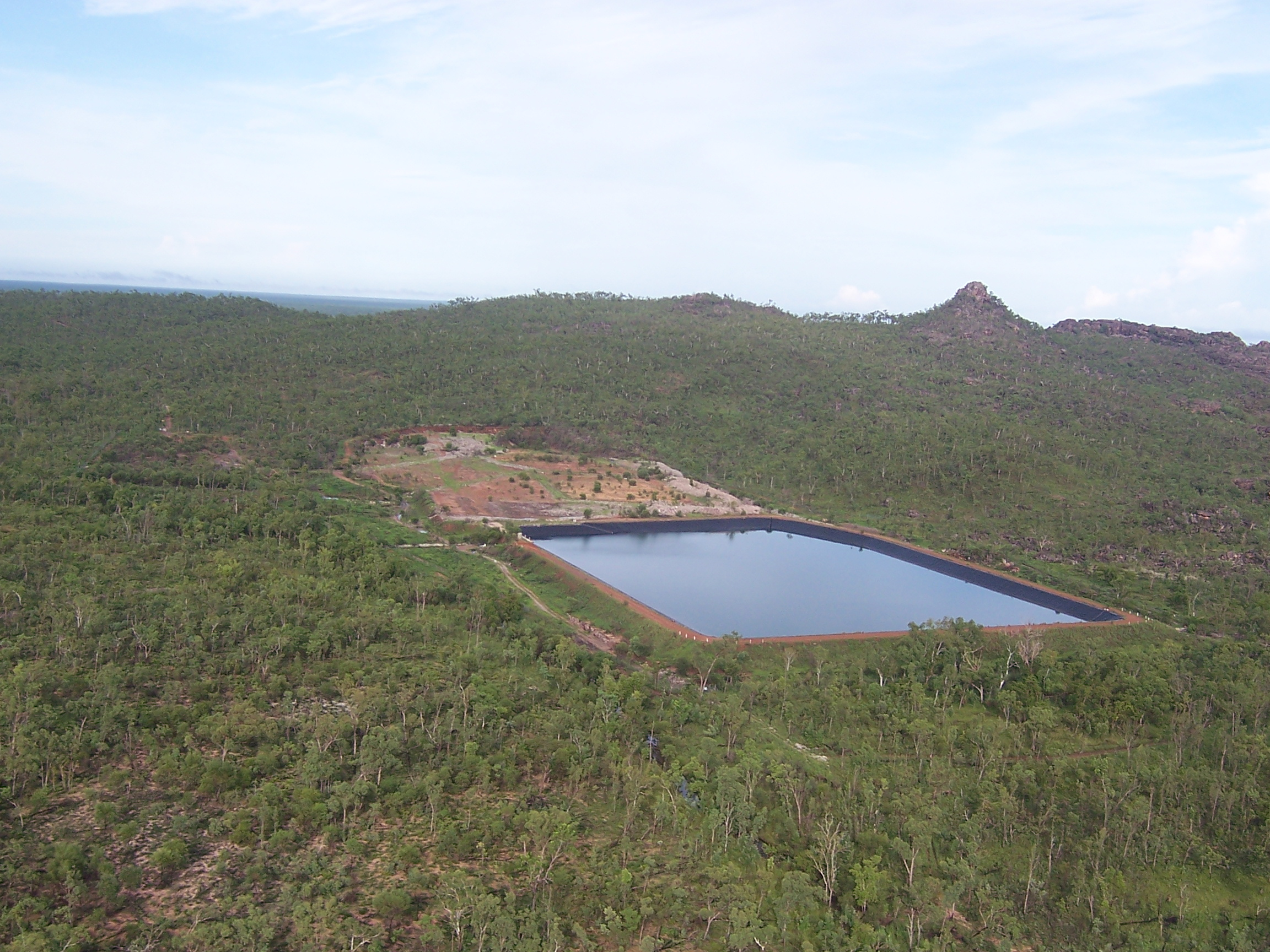
Site d'exploration du gisement de Jabiluka (2008) ; au premier plan, le bassin de rétention.

Les Mirrar (en), un peuple aborigène australien, dirigé par les aînés (de) Yvonne Margarula et Jacqui Katona (en), montent une grande campagne contre le projet de mine d'uranium de Jabiluka dans le Territoire du Nord de l'Australie. Ils mènent des actions en justice et informent pour obtenir un soutien national et international. En mars 1998, les Mirarr, en collaboration avec des organisations environnementales, utilisent une désobéissance civile massive sur place pour créer l'un des plus grands blocus de l'histoire de l'Australie. Pendant plusieurs mois, quelque 5 000 personnes de toute l'Australie et du monde entier se rendent dans le camp éloigné pour protester avec le peuple Mirrar (en). En juillet, le terrain est défriché par Energy Resources of Australia et la construction de l'entrée de la mine de Jabiluka commence ; cependant, des manifestants interviennent et environ 550 personnes sont arrêtées, dont Margarula et Katona,.
En 2011, Margarula écrit une lettre ouverte à Ban Ki-moon, secrétaire général des Nations unies, exprimant sa tristesse que l'uranium de la terre des Mirarr ait été utilisé dans la centrale de Fukushima.

## Voir également
- Liste des lauréats du Prix pour un avenir sans nucléaire